# Сомалійська ліра
Сомалійська ліра (італ. Lira somala) — грошова одиниця Італійського Сомалі в 1925—1938.

## Історія
Сомалійська ліра як грошова одиниця Італійського Сомалі введена 1 липня 1925 королівським декретом від 18 червня 1925 № 1143. У 1925 в Римі викарбувані срібні монети 5 і 10 лір. Проба монет (835) відповідала аналогічним монетам в італійських лірах, але вага монет Сомалі була більша. Банкноти та розмінні монети не випускалися, в обігу використовувалися італійські монети та банкноти. Обмін сомалійських рупій, що раніше були в обігу, на ліри проводився до 30 червня 1926 в співвідношенні: 1 рупія = 8 лір.
Законом від 11 січня 1937 № 260 грошовою одиницею всіх територій, що увійшли до складу Італійської Східної Африки (Ефіопії, Італійської Еритреї та Італійського Сомалі), оголошено ліру Італійської Східної Африки, випуск якої розпочато в 1938.